# Marc Boutruche
Marc Boutruche (Lorient, 19 september 1976) is een Frans voormalig voetballer. Hij speelde rechts in  de verdediging.

## Carrière
- 1994-1999: Stade Plabennecois
- 1999-2002: Brest
- 2002-2009 : FC Lorient